# Langues à Oman
La langue officielle d'Oman est l'arabe standard moderne, et bien qu'elle soit la langue de l'écrit et de l'enseignement, c'est le dialecte omanais qui est parlé par les Omanais arabophones.
De nombreux travailleurs migrants originaires de l' Asie du sud parlent le Hindi, le Bengali, l'Ourdou, ou le Pendjabi, ainsi que de nombreuses autres langues. 

## Éducation
Le taux d'alphabétisation chez les plus de 15 ans en 2015 y est estimé à 95 % selon l'UNESCO, dont 97 % chez les hommes et 90 % chez les femmes.
La langue d'enseignement du primaire jusqu'à la fin du secondaire est l'arabe standard moderne. L'anglais est enseigné à partir de la première année du primaire.